# Nesolechia
Nesolechia is een geslacht van korstmossen dat behoort tot de orde Lecanorales van de ascomyceten. De typesoort is Nesolechia oxyspora, maar deze soort is overgeplaatst naar het geslacht Punctelia als Punctelia oxyspora.

## Soorten
Volgens Index Fungorum telt het geslacht twee soorten (peildatum november 2023):
| Soortnaam             | Auteur(s)                       | Publicatiejaar |
| --------------------- | ------------------------------- | -------------- |
| Nesolechia doerfeltii | (Alstrup & P. Scholz) Diederich | 2018           |
| Nesolechia falcispora | (Triebel & Rambold) Diederich   | 2018           |